# サビーネ・アペルマンス
サビーネ・アペルマンス（Sabine Appelmans, 1972年4月22日 - ）は、ベルギー・アールスト出身の元女子プロテニス選手。長年にわたり、ベルギーのテニス界の先駆者として活動してきた選手である。自己最高ランキングはシングルス16位、ダブルス21位。WTAツアーでシングルス7勝、ダブルス4勝を挙げた。左利き。

## 来歴
1987年にプロ入り。1988年から女子テニス国別対抗戦・フェドカップのベルギー代表選手となる。1990年の全豪オープンで3回戦に進出し、この年に年末の世界ランキングを一気に22位まで上げた。それ以来、アペルマンスはベルギーの女子テニス界の先駆者として活躍を続けてきた。1991年11月にアメリカの「アリゾナ・クラシック」と「バージニア・スリムズ・オブ・ナッシュビル」で2週連続優勝を達成。日本のトーナメントにも数多く出場し、1991年と1992年の2年連続で「サントリー・ジャパン・オープン」の準優勝者になっている。1992年のジャパン・オープン決勝では、アペルマンスは伊達公子に 5-7, 6-3, 3-6 で敗れた。
アペルマンスの4大大会シングルス自己最高成績は、1997年の全豪オープンベスト8である。この大会で、アペルマンスは4回戦でスペイン2強豪の1人コンチタ・マルティネスを破ったが、準々決勝でマリー・ピエルスに敗れた。ベルギーはこの年にフェドカップでも好成績を挙げ、世界最上位の8ヶ国による「ワールドグループ」1回戦でスペイン・チームを5戦全勝で破ったが、2回戦（準決勝）でフランス・チームに敗れた。ダブルスでも1997年ウィンブルドン選手権でミリアム・オレマンスとのペアでベスト4に進出している。
1997年11月、アペルマンスはベルギーの女子テニス選手として史上初めて、世界ランキング上位16名のみが出場できる女子ツアー年間最終戦「チェイス選手権」（当時の名称）に出場した。1998年2月第3週のドイツ・ハノーファーの大会では、左膝の手術による8ヶ月のブランクから復帰したシュテフィ・グラフを準々決勝で破っている。
アペルマンスはオリンピックのベルギー代表選手としても、1992年バルセロナ五輪、1996年アトランタ五輪、2000年シドニー五輪の3大会連続で出場を果たしている。バルセロナ五輪の女子シングルスでは、シュテフィ・グラフとの準々決勝まで勝ち進んだ。アトランタ五輪では1回戦で敗退したが、シドニー五輪では南アフリカ代表のアマンダ・クッツァーと3回戦を戦った。2000年度のシーズンを終えて、アペルマンスは年間最終ランキング50位に入っていたが、2001年1月の全豪オープンを最後に28歳で現役を引退した。

## WTAツアー決勝進出結果

### シングルス: 12回 (7勝5敗)
| 大会グレード         |
| -------------------- |
| グランドスラム (0–0) |
| ティア I (0–0)       |
| ティア II (0–0)      |
| ティア III (3–1)     |
| ティア IV & V (4–4)  |

| 結果   | No. | 決勝日         | 大会         | サーフェス        | 対戦相手                 | スコア                  |
| ------ | --- | -------------- | ------------ | ----------------- | ------------------------ | ----------------------- |
| 準優勝 | 1.  | 1990年2月4日   | オークランド | ハード            | レイラ・メスヒ           | 0-6, 1-6                |
| 準優勝 | 2.  | 1991年4月8日   | 東京         | ハード            | ロリ・マクニール         | 6-2, 2-6, 1-6           |
| 優勝   | 1.  | 1991年11月3日  | フェニックス | ハード            | チャンダ・ルビン         | 7–5, 6–1                |
| 優勝   | 2.  | 1991年11月10日 | ナッシュビル | ハード (室内)     | カトリナ・アダムズ       | 6–2, 6–4                |
| 準優勝 | 3.  | 1992年4月6日   | 東京         | ハード            | 伊達公子                 | 5–7, 6–3, 3–6           |
| 優勝   | 3.  | 1992年4月19日  | パタヤ       | ハード            | アンドレア・ストルナドバ | 7–5, 3–6, 7–5           |
| 準優勝 | 4.  | 1993年10月24日 | ブダペスト   | カーペット (室内) | ジーナ・ガリソン         | 5–7, 2–6                |
| 優勝   | 4.  | 1994年2月13日  | リンツ       | カーペット (室内) | マイケ・バベル           | 6–1, 4–6, 7–6(7–3)      |
| 優勝   | 5.  | 1994年4月17日  | パタヤ       | ハード            | パティ・フェンディック   | 6–7(5–7), 7–6(7–5), 6–2 |
| 優勝   | 6.  | 1995年4月30日  | ザグレブ     | クレー            | ジルケ・マイヤー         | 6–4, 6–3                |
| 優勝   | 7.  | 1996年3月3日   | リンツ       | カーペット (室内) | ジュリー・アラール       | 6–2, 6–4                |
| 準優勝 | 5.  | 1997年4月21日  | ブダペスト   | クレー            | アマンダ・クッツァー     | 1–6, 3–6                |

### ダブルス: 14回 (4勝10敗)
| 結果   | No. | 決勝日         | 大会             | サーフェス        | パートナー                 | 対戦相手                                                | スコア        |
| ------ | --- | -------------- | ---------------- | ----------------- | -------------------------- | ------------------------------------------------------- | ------------- |
| 準優勝 | 1.  | 1991年2月5日   | オスロ           | カーペット (室内) | ラファエラ・レジ           | クラウディア・コーデ＝キルシュ ジルケ・マイヤー         | 6-3, 2-6, 4-6 |
| 準優勝 | 2.  | 1991年9月30日  | ミラノ           | カーペット (室内) | ラファエラ・レジ           | サンディー・コリンズ ロリ・マクニール                   | 6-7, 3-6      |
| 準優勝 | 3.  | 1991年10月21日 | サンファン       | ハード            | カミラ・ベンジャミン       | 平木理化 フロレンシア・ラバト                           | 3-6, 3-6      |
| 準優勝 | 4.  | 1992年2月3日   | エッセン         | カーペット (室内) | クラウディア・ポーヴィック | カテリナ・マレーバ バーバラ・リットナー                 | 5-7, 3-6      |
| 準優勝 | 5.  | 1992年2月17日  | チェゼーナ       | カーペット (室内) | ラファエラ・レジ           | カトリーヌ・スイア カトリーヌ・タンヴィエ               | 5-7, 3-6      |
| 優勝   | 1.  | 1994年2月20日  | パリ             | カーペット (室内) | ローレンス・クルトワ       | マリー・ピエルス アンドレア・テメシュバリ               | 6–4, 6–4      |
| 準優勝 | 6.  | 1995年5月28日  | ストラスブール   | クレー            | ミリアム・オレマンス       | リンゼイ・ダベンポート メアリー・ジョー・フェルナンデス | 2-6, 3-6      |
| 準優勝 | 7.  | 1996年5月25日  | マドリード       | クレー            | ミリアム・オレマンス       | ヤナ・ノボトナ アランチャ・サンチェス・ビカリオ         | 6-7, 2-6      |
| 準優勝 | 8.  | 1996年10月6日  | ライプツィヒ     | カーペット (室内) | ミリアム・オレマンス       | クリスティ・ボーグルト ナタリー・トージア               | 4-6, 4-6      |
| 準優勝 | 9.  | 1997年3月29日  | マイアミ         | ハード            | ミリアム・オレマンス       | アランチャ・サンチェス・ビカリオ ナターシャ・ズベレワ   | 2-6, 3-6      |
| 優勝   | 2.  | 1998年2月15日  | パリ             | カーペット (室内) | ミリアム・オレマンス       | アンナ・クルニコワ ラリサ・ネーランド                   | 1–6, 6–3, 7–6 |
| 優勝   | 3.  | 1998年6月21日  | ロスマーレン     | 芝                | ミリアム・オレマンス       | カタリナ・クリステア エヴァ・メリチャロバ               | 6–7, 7–6, 7–6 |
| 準優勝 | 10. | 2000年1月9日   | ゴールドコースト | ハード            | リタ・グランデ             | ジュリー・アラール＝デキュジス アンナ・クルニコワ       | 3-6, 0-6      |
| 優勝   | 4.  | 2000年5月21日  | アントワープ     | クレー            | キム・クライシュテルス     | ジェニファー・ホプキンス ペトラ・ランプレ               | 6–1, 6–1      |

## 4大大会シングルス成績
略語の説明
| W | F | SF | QF | #R | RR | Q# | LQ | A | Z# | PO | G | S | B | NMS | P | NH |

W=優勝, F=準優勝, SF=ベスト4, QF=ベスト8, #R=#回戦敗退, RR=ラウンドロビン敗退, Q#=予選#回戦敗退, LQ=予選敗退, A=大会不参加, Z#=デビスカップ/BJKカップ地域ゾーン, PO=デビスカップ/BJKカッププレーオフ, G=オリンピック金メダル, S=オリンピック銀メダル, B=オリンピック銅メダル, NMS=マスターズシリーズから降格, P=開催延期, NH=開催なし.
| 大会           | 1988 | 1989 | 1990 | 1991 | 1992 | 1993 | 1994 | 1995 | 1996 | 1997 | 1998 | 1999 | 2000 | 2001 | 通算成績 |
| -------------- | ---- | ---- | ---- | ---- | ---- | ---- | ---- | ---- | ---- | ---- | ---- | ---- | ---- | ---- | -------- |
| 全豪オープン   | A    | A    | 3R   | 4R   | 1R   | 1R   | 3R   | 3R   | 4R   | QF   | 1R   | 3R   | 3R   | 2R   | 21-12    |
| 全仏オープン   | 2R   | LQ   | 1R   | 4R   | 2R   | 2R   | 2R   | 3R   | 3R   | 1R   | 1R   | 1R   | 1R   | A    | 11-12    |
| ウィンブルドン | A    | A    | A    | 1R   | 2R   | 3R   | 1R   | 1R   | 4R   | 4R   | 3R   | 2R   | 4R   | A    | 15-10    |
| 全米オープン   | A    | A    | 3R   | 1R   | 4R   | 2R   | 1R   | 3R   | 1R   | 1R   | A    | 4R   | 1R   | A    | 11-10    |